# Neuroradiologia dell'ischemia
La neuroradiologia dell'ischemia si avvale della tomografia computerizzata e dell'imaging a risonanza magnetica in aiuto alla diagnosi, che è però clinica (comparsa di un deficit neurologico in acuto della durata superiore a 24 ore e con prognosi infausta).
Essendo l'ictus un processo a rapida evoluzione si distinguono anche radiologicamente diverse fasi: iperacuta, acuta, subacuta e cronica.  La radiologia è spesso interpellata per la diagnosi differenziale con l'ictus emorragico, per valutare l'estensione, la causa e la sede del processo morboso e per formulare una valutazione prognostica. In fase subacuta è possibile inoltre evidenziare le possibile complicanze emorragiche e l'edema.

## Fase acuta

### Valutazione TC

Ictus ischemico visto alla TC come estesa area ipodensa

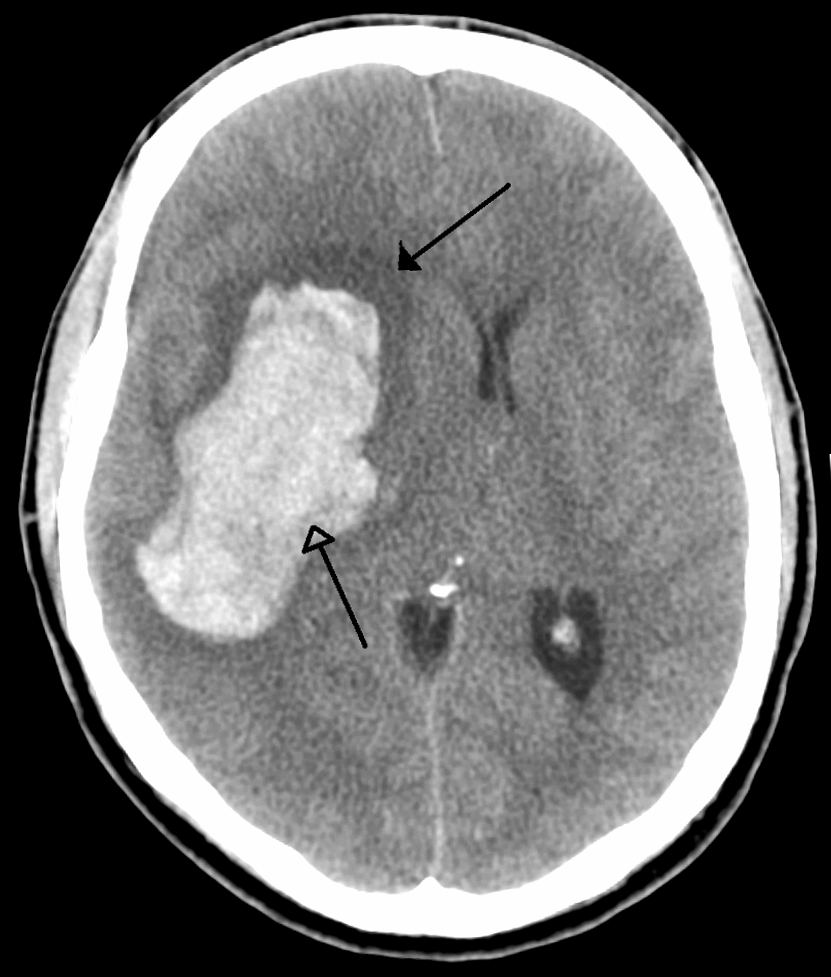
Ictus emorragico visto alla TC senza mezzo di contrasto come un'area iperdensa ("bianca come l'osso")

La TC senza mezzo di contrasto è l'esame di prima istanza da eseguire in un paziente con sospetto ictus in fase acuta in quanto permette la diagnosi differenziale fra ictus ischemico ed ictus emorragico, oltre ad essere una metodica disponibile praticamente ovunque. L'emorragia cerebrale è ben visibile con questa metodica, tuttavia l'edema da lesione ischemica è invece poco distinguibile anche per un neuroradiologo esperto. L'utilizzo di scansioni angio-TC o dopo mezzo di contrasto è demandata a casi specifici e non sono citate in Linea Guida.
L'edema cerebrale da ischemia alla TC è caratterizzato da lieve ipodensità locale che ricalca il territorio di afferenza dei vasi coinvolti, con perdita della distinzione fra la sostanza grigia e la sostanza bianca (specie a livello dei nuclei profondi, che possono non essere visualizzabili), e da rigonfiamento dei tessuti colpiti con spianamento delle circonvoluzioni. L'ipodensità è meglio apprezzabile utilizzando nella visualizzazione delle immagini una finestra stretta intorno alle 35 HU. L'iperdensità a carico dei vasi coinvolti dovuta a trombosi è un segno molto specifico per ictus ischemico, ma è gravato da una bassa sensibilità, che assume tuttavia valori più elevati se è coinvolta l'arteria cerebrale media (in tal caso tale segno è anche un fattore prognostico sfavorevole, la densità in HU del vaso correla con la prognosi e la probabilità di successo delle procedure di rivascolarizzazione). Estese aree di ipodensità rilevate alla TC sono controindicazioni per la terapia fibrinolitica; tale estensione è valutabile utilizzando il punteggio ASPECTS (Alberta Stroke Program Early CT Score) che prevede massimo 10 punti per il territorio dell'arteria cerebrale media calcolati osservando il coinvolgimento di 10 segmenti su due slice; una a livello dei nuclei della base e l'altra a livello delle celle medie della porzione superiore dei ventricoli laterali. Uno score pari almeno a 2 indica un coinvolgimento fino al 33% del territorio di irrorazione del vaso. In particolare vanno valutate 3 sedi profonde (nuclei caudato, capsula interna, nuclei lenticolari) e 7 sedi superficiali (corteccia insulare e 3 sedi corticali per ogni sezione).
Le scansioni Angio-TC, eseguite con sequenze veloci e strati sottili che includano un campo fra il vertice e l'arco aortico, permettono di valutare agevolmente in acuto la presenza di trombi o stenosi causa della patologia. L'utilizzo di ricostruzioni volumetriche è utile per valutare i più piccoli vasi corticali e l'accuratezza della tecnica nel rilevare occlusioni dei grossi vasi è molto elevata. La lunghezza del trombo così misurata correla con la prognosi del paziente. L'angio-TC permette inoltre di rilevare eventuali circoli collaterali di compenso.
È possibile ottenere anche immagini della perfusione cerebrale utilizzando la TC dopo mezzo di contrasto, tuttavia tale metodica è gravata dalla dosimetria del paziente con ottimale, specie se si utilizzano tomografi vecchi. La valutazione PBV (Perfusion Blood Volume) ottenibile tramite immagini angio-TC eseguite con le macchine più moderne appare promettente nello studio delle ischemie, tuttavia i dati al riguardo sono al momento ancora scarsi.
Nei casi dubbi, vista la bassa sensibilità della TC nello studio delle ischemie, è spesso utile eseguire un'indagine RM in acuto.

### Valutazione RM

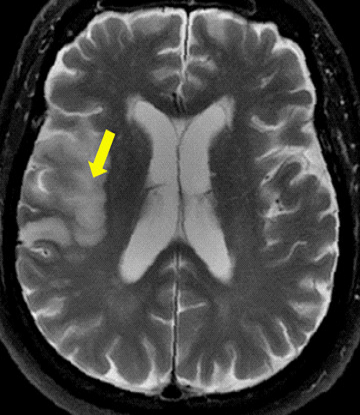
Ictus ischemico iperintenso in RM nelle sequenze T2 pesate

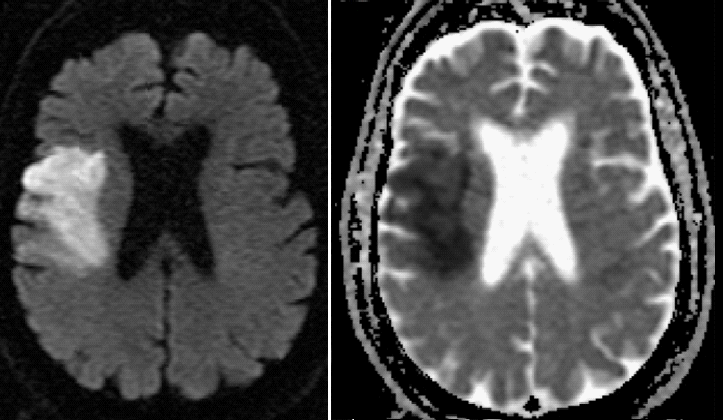
La stessa lesione vista alle sequenze DWI (sinistra) ove appare iperintensa, e mediante mappa ADC, ove invece appare ipointensa

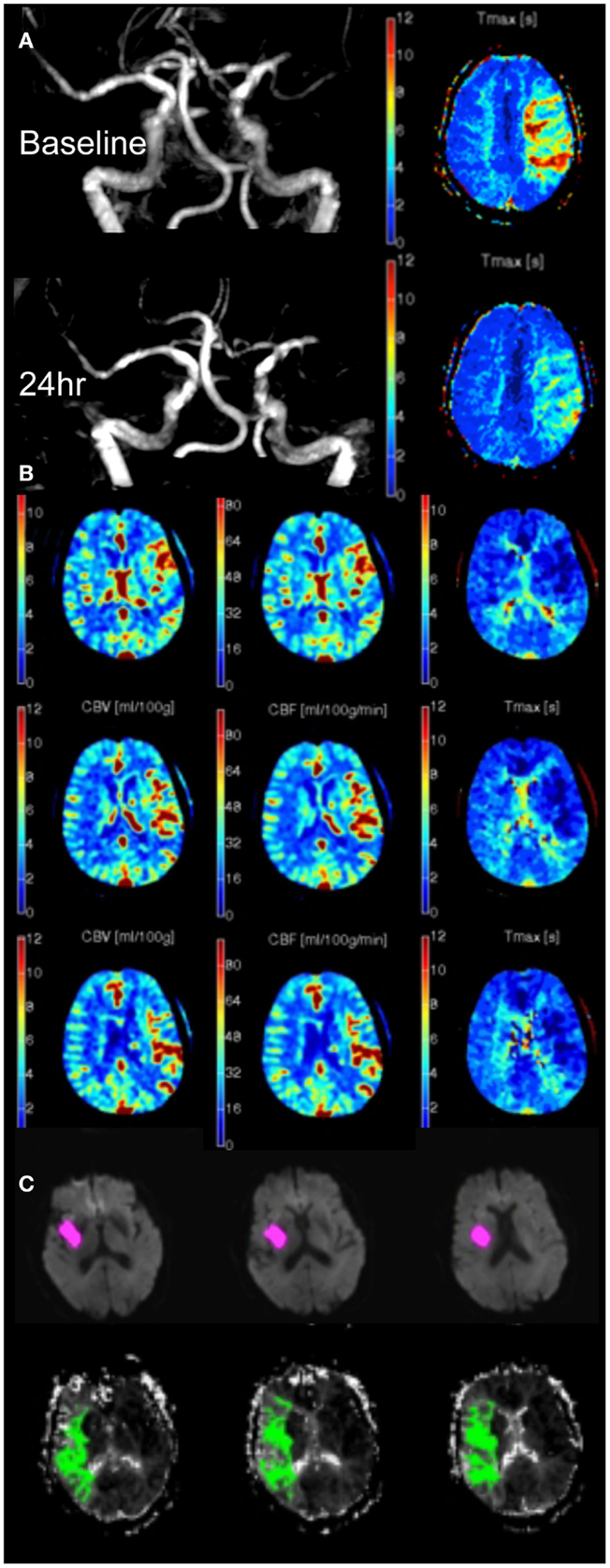
Foto A: Ictus ischemico da ostruzione dell'arteria cerebrale media visto alla angio-RM compensato da circolo collaterale. Foto B: iperperfusione dopo rivascolarizzazione osservata alla RM perfusionale. Foto C: confronto fra area con iperintensità in DWI (rosa) ed ipoperfusione (verde) che evidenzia estesa regione ipoperfusa dopo procedura di rivascolarizzazione.

La RM è difficilmente eseguibile in acuto sia perché i pazienti sono spesso poco collaboranti e sia perché è difficile stabilire in urgenza l'assenza delle controindicazioni generiche all'esecuzione dell'esame. Le sequenze T2 e FLAIR forniscono risultati con accuratezza sovrapponibile a quella dell'esame TC, evidenziando iperintensità a carico delle zone colpite con riduzione del contrasto sostanza grigia/bianca. Le sequenze di perfusione e quelle pesate in diffusione sono invece molto più accurate della TC, consentendo di visualizzare le aree ischemiche anche a pochi minuti dall'esordio del quadro clinico (le sequenze DWI sono  gold standard per la diagnosi di ictus ischemico, ove tali aree appaiono iperintense alle sequenze DWI ed ipointense nelle mappe ADC). Le sequenze Angio-RM forniscono dati sovrapponibili a quelli dell'Angio-TC già descritta. Dopo somministrazione di mezzo di contrasto è possibile osservare un potenziamento in aree distali alla stenosi nel caso siano presenti dei circoli di compenso. L'acquisizione di un tipico esame RM che comprende sequenze T2, FLAIR e DWI dura circa 10 minuti contro i pochi secondi necessari per un esame TC.
La maggior parte delle affezioni che presentano quadri simili all'ictus ischemico in RM sono facilmente distinguibili dalla clinica in quanto di solito non ad esordio acuto, tuttavia è possibile che l'encefalite erpetica, uno stato di male epilettico o l'attivazione di una placca di sclerosi multipla entrino in diagnosi differenziale.
Il recupero della lesione ischemica dopo trattamento può essere previsto quantificando il valore di ADC, che consente di delimitare il core ischemico in maniera accurata (un valore inferiore all' 85% rispetto all'emisfero controlaterale indica l'area corrispondente al core dell'ischemia).
In alcuni casi le mappe di diffusione non sono in grado di rilevare l'area ischemica entro le 24 ore dall'esordio clinico (secondo alcuni Autori fino al 20% delle diagnosi non sono correttamente rilevate, specie nel caso l'infarto sia molto precoce e sia coinvolta la fossa cranica posteriore. Tale dato è da riferire a una minor entità dell'ischemia, a fenomeni riperfusivi in acuto e ad artefatti delle immagini spesso presenti in questa sede). Le procedure di riperfusione nel 20% dei casi correlano con una normalizzazione del quadro RM. Anche in alcuni pazienti affetti da TIA è possibile osservare alterazione delle mappe DWI dopo alcuni giorni dall'evento, specie se questo è stato di durata maggiore alle 6 ore. Le lesioni ischemiche spesso aumentano di dimensione alle mappe DWI nelle prime 48 ore, inoltre le mappe di perfusione possono mostrare un'estensione dell'ischemia più estesa delle DWI in quanto oltre al core includono la zona di penombra ischemica; tale aree di mismatch correla con la prognosi dopo riperfusione, tuttavia nessuno studio è riuscito a dimostrare che la RM possa guidare in modo accurato la selezione dei pazienti da trattare, in quanto essendo la perfusione un processo dinamico le mappe di perfusione possono cambiare molto velocemente, oltre a non esserci standard di riferimento; per tali motivi gli studi di perfusione tuttora non sono raccomandati in Linea Guida.

## Fase subacuta
Dopo 2-14 giorni dall'evento ischemico possono insorgere complicanze come l'emorragia o l'edema secondarie a danno della barriera emato-encefalica (BEE). Le metodiche neuroradiologiche sono in tali casi dirimenti nella diagnosi.

### Valutazione TC
Alla TC la lesione ischemica, ipodensa, in questa fase è molto più evidente ed estesa che in acuto, presenta inoltre margini più definiti.
La comparsa di aree emorragiche è ben evidente alla TC come nette iperdensità che possono essere di tipo petecchiale (isolate o confluenti) o anche manifestarsi come un grosso ematoma cerebrale che può non avere effetto massa sul tessuto circostante oppure presentarlo (lesioni con un'estensione dell'emorragia oltre il 30% del volume lesionale correlano con una prognosi sfavorevole e con un vistoso effetto massa).
Le aree ove la BEE è danneggiata presentano potenziamento (patologico) dopo somministrazione di mezzo di contrasto. Tali aree spesso interessano i nuclei della base e le circonvoluzioni (potenziamento girale). L'utilizzo del mezzo di contrasto nell'ictus ischemico subacuto andrebbe tuttavia evitato in quanto può essere tossico per il tessuto cerebrale danneggiato a causa della sua osmolarità.
Dopo 3-4 settimane dall'evento la lesione ischemica può apparentemente scomparire all'esame TC (effetto nebbia o fogging effect) a causa della neoangiogenesi e della presenza in sede di macrofagi; in questi casi è bene ripetere l'esame dopo 7-10 giorni.

### Valutazione RM
Alla RM la lesione appare iperintensa nelle sequenze T2 e FLAIR, oltre a presentare potenziameto dopo somministrazione di mezzo di contrasto nelle sequenze T1 pesate come già visto per la TC. Le aree emorragiche appaiono invece ipointense nelle sequenze T2 pesate ed iperintense in quelle T1 pesate a causa della presenza di deossiemoglobina e metaemoglobina che sono paramagnetiche.
Le mappe ADC possono risultare ipointense fino a 5 giorni dopo l'evento acuto per poi "pseudonormalizzarsi"; fra 5 e 10 giorni tale segnale diventa iperintenso (consentendo un'agevole diagnosi con le lesioni in fase acuta).
Il fenomeno dell'effetto nebbia è di più rara osservazione negli esami RM rispetto a quelli TC.

## Fase cronica

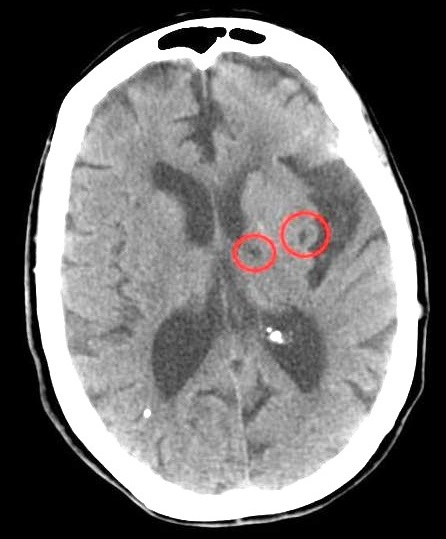
Infarti lacunari visti alla TC

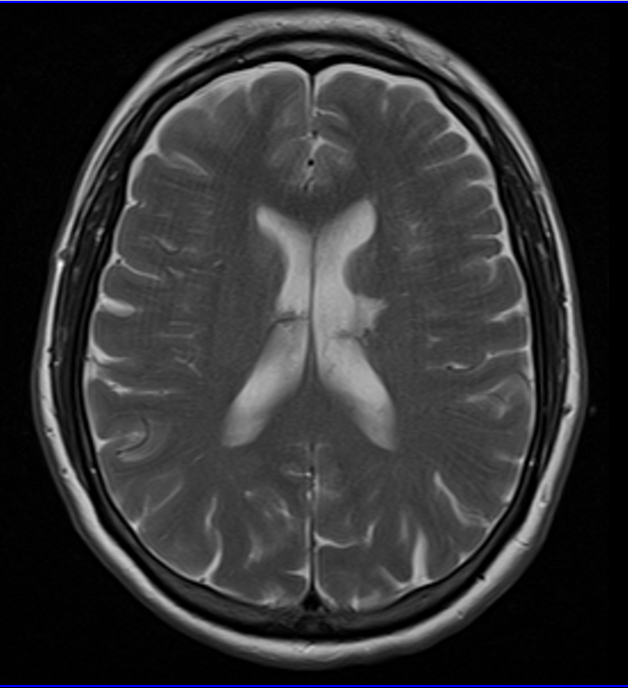
Infarto lacunare a livello della corona radiata di sinistra. La lesione appare iperintensa nelle sequenze T2 pesate

Successivamente all'evento acuto si assiste alla riduzione del volume del ì parenchima cerebrale colpito con evoluzione verso la gliosi e l'encefalomalacia. La lesione ischemica col tempo ha un'evoluzione cavitaria e questa nuova struttura viene riempita dal liquor. Gli infarti di dimensioni minori di 15 mm sono detti esiti lacunari.
Alla TC la lesione appare fortemente ipodensa (con densità identica a quella del liquor), presenta margini ben definiti e interessa il territorio a valle dell'ischemia in modo preciso. A tale dato si associa atrofia del tessuto cerebrale circostante, con allargamento di solchi e circonvoluzioni. Si può osservare potenziamento dopo somministrazione di mezzo di contrasto fino a due mesi dopo l'evento acuto. Nel caso il danno non sia così esteso da formare una cavità si può osservare comunque sfumata ipodensità della sostanza bianca sottocorticale e corteccia assottigliata.
Alla RM l'area colpita cronicamente si presenta nettamente ipointensa nelle sequenze T1 pesate ed iperintensa in quelle T2 pesate. Le sequenze FLAIR si mostrano ipointense a livello della cavità piena di liquor ed iperintense a livello del parechima residuo danneggiato. Il comportamento dopo mezzo di contrasto è analogo a quanto descritto per la TC nelle sequenze T1 pesate. Alle sequenze pesate in diffusione solo le lesioni di nuova insorgenza sono iperintense, mentre in presenza di residuo infarcimento emorragico è possibile osservare aree iperintense nelle sequenze T2 pesate (specie gradient-echo). Degenerazione walleriana si può tipicamente osservare a carico dei fasci corticospinali e delle fibre ponto-cerebellari.

## Infarto venoso

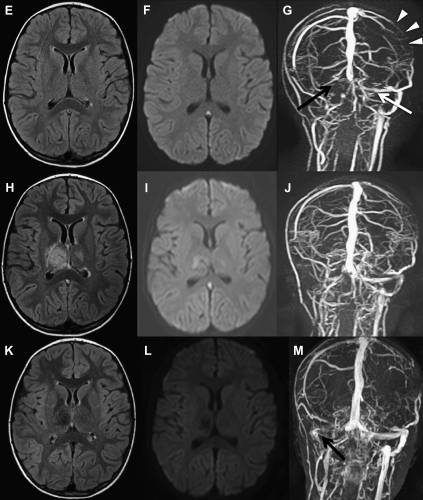
Trombosi di un seno venoso vista alla RM cerebrale: evoluzione nel tempo rilevata mediante sequenze FLAIR (sinistra), DWI (centro) ed angiografiche (destra)

L'infarto cerebrale causato da un'ostruzione venosa  (più raro rispetto a quello di origine arteriosa) clinicamente è caratterizzato da sintomatologia più aspecifica in cui prevalgono gli episodi critici sui deficit neurologici e dal punto di vista anatomopatologico si osserva spesso emorragia. L'infarto venoso non segue la vascolarizzazione di uno specifico territorio.
Alla TC l'infarto venoso appare come un'area ipodensa non correlata alla vascolarizzazione arteriosa che nel suo contesto presenta regioni iperdense da esiti emorragici.
Alla RM l'area colpita appare iperintensa nelle sequenze T2 pesate e con segnale disomogeneo dovuto alla presenza delle componenti emorragiche (in tali sedi il segnale T2 appare ipointenso).
La presenza del trombo nel seno venoso può essere ben documentata dalle tecniche angio-RM ed angio-TC.